# Leo Cornelio
Leo Cornelio SVD (* 14. März 1945 in Kukkunje) ist ein indischer Ordensgeistlicher und emeritierter römisch-katholischer Erzbischof von Bhopal.

## Leben
Leo Cornelio trat der Ordensgemeinschaft der Steyler Missionare bei und empfing am 14. November 1972 das Sakrament der Priesterweihe. 
Papst Johannes Paul II. ernannte ihn am 3. Juni 1999 zum Bischof von Khandwa. Der Erzbischof von Nagpur, Abraham Viruthakulangara, spendete ihm am 8. September desselben Jahres die Bischofsweihe; Mitkonsekratoren waren Paschal Topno SJ, Erzbischof von Bhopal, und George Marian Anathil SVD, Bischof von Indore.
Am 15. Juni 2007 bestellte ihn Papst Benedikt XVI. zum Erzbischof von Bhopal. Die Amtseinführung erfolgte am 16. September desselben Jahres. Papst Franziskus nahm am 4. Oktober 2021 das von Leo Cornelio aus Altersgründen vorgebrachte Rücktrittsgesuch an.